# Hermann Rogalla von Bieberstein

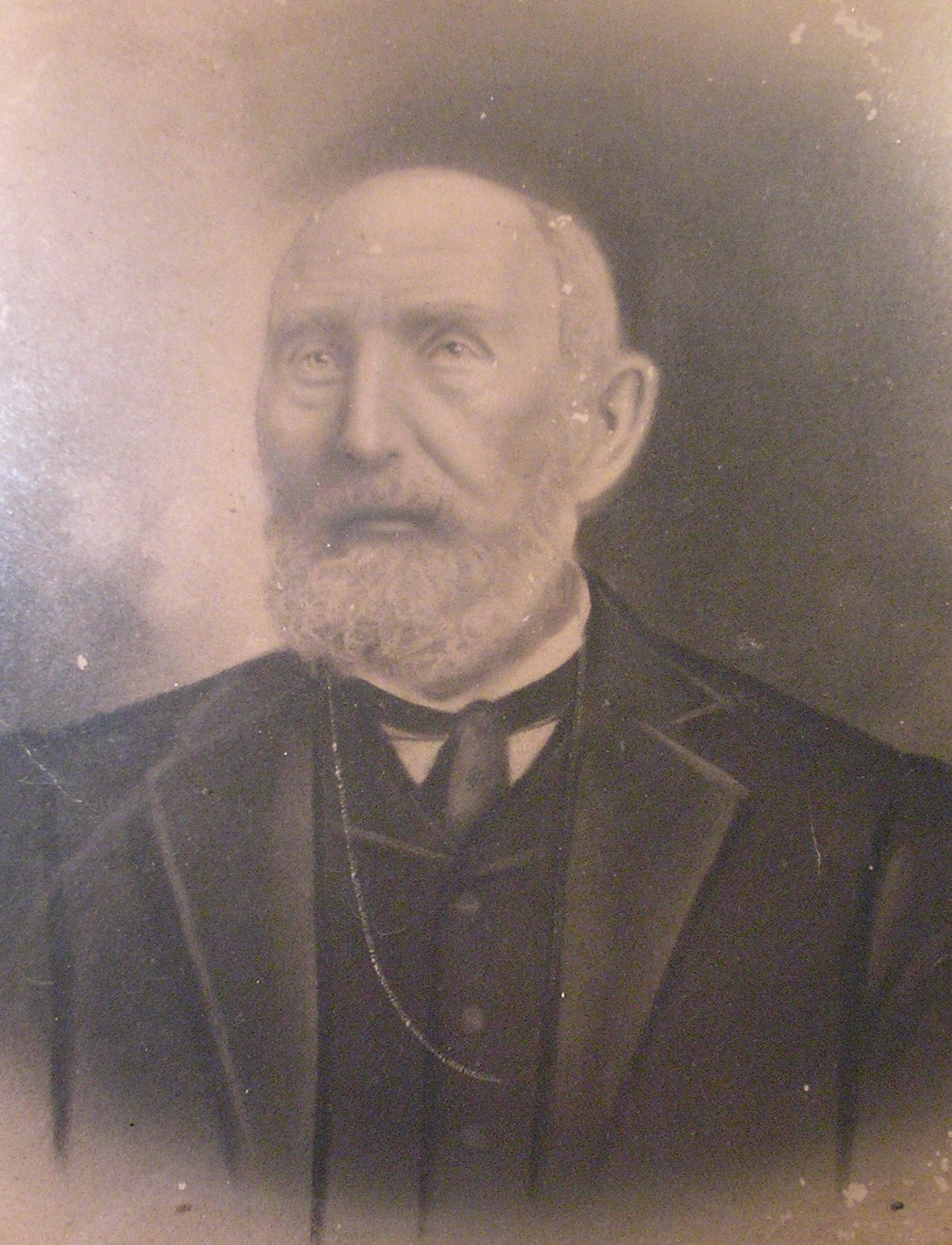
Hermann Rogalla von Bieberstein als Abgeordneter des Washington County, 1874

Karl Emil Edwin Alexander Lorenz Hermann Rogalla von Bieberstein (* 12. März 1823 in Brieg, Niederschlesien; † 18. März 1906 in Brenham, Texas, Vereinigte Staaten) war ein deutsch-amerikanischer Bauingenieur und Politiker in Texas. Er war außerdem Farmer und Mitbegründer des „Latin Settlement“ Latium (Texas).

## Familie
Er entstammte einem alten, 1440 aus Rogale Dzierzbia in Nordmasowien kommend im Herzogtum Preußen besitzlich gewordenen und 1599 im Adel bestätigten preußischen Adelsgeschlecht Rogalla von Rogale (normannisch-germanisch-baltisch: Rogala polnisch: Rogalski), das ab 1740 den Namen Rogalla von Bieberstein annahm. Er war der Sohn des königlich preußischen Oberstleutnants Friedrich Rogalla von Bieberstein (1796–1872) in Görlitz und der Auguste Lorentz (1804–1856).

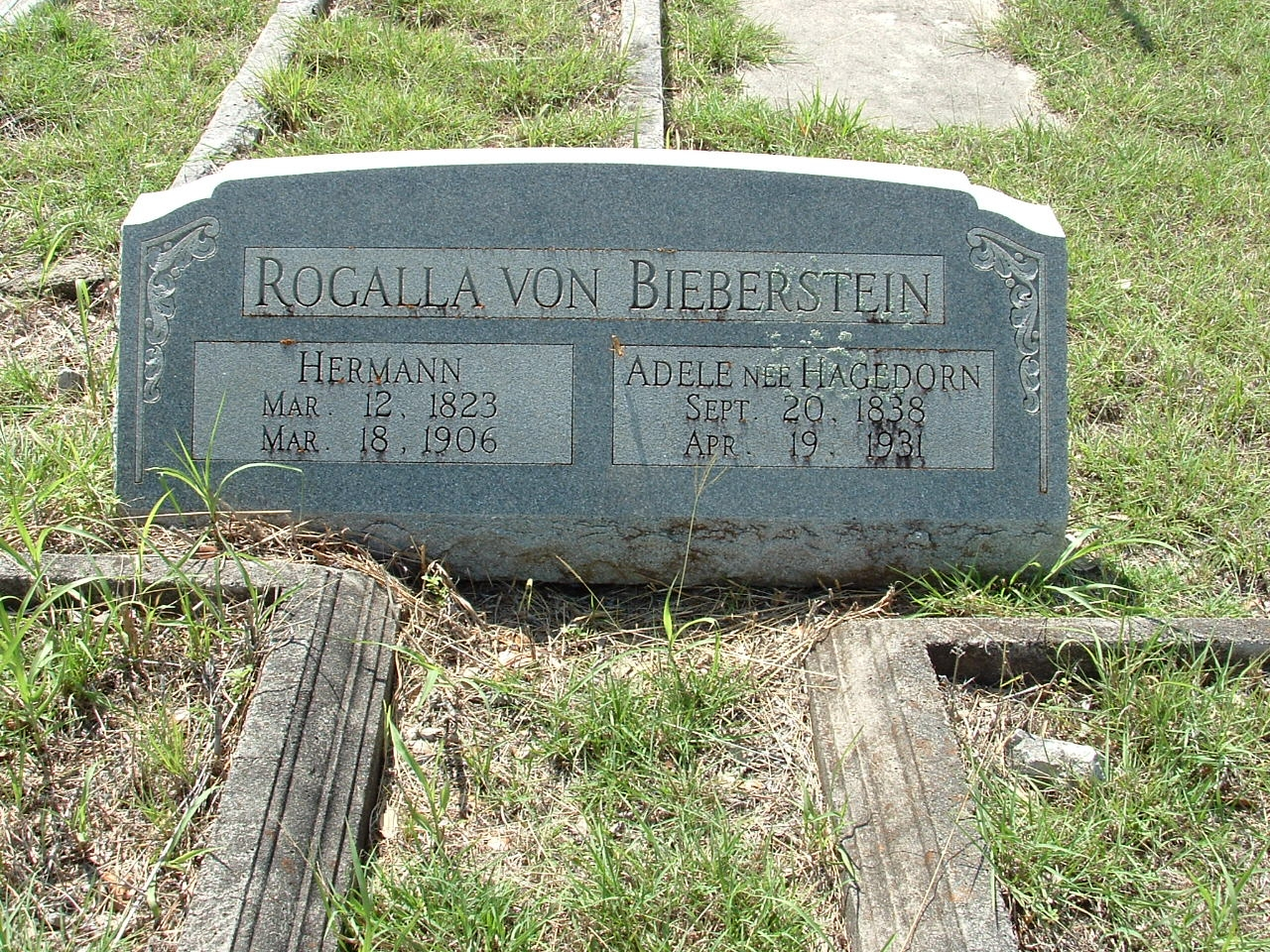
Grab des Hermann Rogalla von Bieberstein und seiner Frau Adele
(Quelle: Bieberstein-Privatarchiv)

Bieberstein heiratete standesamtlich am 24. September 1855 in Brenham, kirchlich am 15. November 1855 im Fayette County Adele Hagedorn (* 20. September 1838 in Stau bei Fischbeck (Hessisch Oldendorf, damals Hessen-Kassel); † 19. April 1931 in Brenham), die Tochter des Amtmannes Carl Hagedorn in Stau und der Marie Louise Knipping. Adeles Urgroßvater war der Bruder der berühmten Astronomen Caroline (1750–1848) und Wilhelm Herschel (1738–1822). Adele war vor ihrer Hochzeit gerade erst 17 Jahre alt geworden und zwei Jahre zuvor (1853) mit den Eltern an Bord der „Neptun“ aus Deutschland eingewandert. Das Ehepaar hatte 11 Kinder.
Adeles ältere Schwester Anna Hagedorn (1827–1900) war verheiratet mit Victor Witte (1820–1900), der als Gründer der Siedlung (Latin Settlement) Latium in Texas gilt.

## Leben
Nach seinem Abitur in Brieg studierte Bieberstein vom 4. November 1843 bis zum 28. April 1845 an der Universität Breslau Rechtswissenschaften, Kameralistik und Philosophie, ging dann nach Berlin und zu seinen Eltern in Görlitz. In dieser Zeit beschloss er, gemeinsam mit seinem gleichnamigen Vetter, mit dem er auch eng befreundet war, in die USA auszuwandern. Ob beide diesen Entschluss aus politischem oder wirtschaftlichem Grund fassten, ist nicht überliefert. Am 28. August 1846 reisten die Biebersteins ab Bremerhaven in einer Gruppe von 120 Auswanderern (29 Personen mit Bestimmungsort Galveston und 91 mit Zielort New Braunfels in Texas) an Bord der „Elisa & Charlotte“ unter dem Kommando eines Kapitäns Wendt und trafen am 20. Oktober 1846 in Galveston ein, nur ein Jahr nach dem Beitritt des Staates Texas zur Union der Vereinigten Staaten.
Nach der Ankunft trennten sich die Wege der beiden Biebersteins. Der hier beschriebene ältere Hermann zog zunächst nach Winedale im Fayette County, wo er den deutschen Kunsthandwerker Rudolph Melchior (1836–1867) kennenlernte. Später gehörten Bieberstein und Melchior zu den Gründern des „Latin Settlement“ Latium (Texas) im Washington County.
Im Jahr 1849/1850 lebte er einige Zeit bei den Brüdern Ludwig, Rudolph und Albrecht von Roeder (1811–1857), bevor er 1850 seine Familie in Schlesien besuchte. Wieder zurück in Texas erhielt er am 14. November 1850 die amerikanische Staatsbürgerschaft. Bieberstein lebte fortan als Farmer nahe Brenham.
Im Jahr 1866 gewann Bieberstein die Wahl zum Landvermesser (County Surveyor) des Washington Countys. Diese Stellung behielt er bis mindestens 1871. Als Mitglied der Demokratischen Partei wurde er am 2. Dezember 1873 in das Repräsentantenhaus von Texas als Abgeordneter der 14. Legislaturperiode gewählt (13. Januar–4. Mai 1874). Während dieser Zeit war er maßgeblich an drei Gesetzen zur Gründung des Lee County, zur Verbesserung des Steuersystems und zur Registrierung von Geburts- und Todesfällen beteiligt sowie als Mitglied mehrerer Ausschüsse verantwortlich für Einwanderung und Landvergabe. Ein zweites Mal war er Abgeordneter vom 12. Januar bis 15. März 1875. Als Gegner der Eisenbahn sprach er sich als Abgeordneter gegen das „International Railroad Bill“ aus.
Auch für eine dritte Amtszeit wurde Bieberstein von seiner Partei nominiert. Er verlor zwar angeblich die Wahl am 15. Februar 1876 äußerst knapp gegen seinen republikanischen Gegenspieler, den Afroamerikaner Allen Wilder. Nach einigem Hin und Her wurde allerdings doch Bieberstein letztlich vom Wahlkomitee am 13. Mai 1876 als Abgeordneter eingesetzt. Doch schon am 18. August 1876 erklärt er, aus Protest gegen Unregelmäßigkeiten bei Abstimmungen im Parlament, seinen Rücktritt.
Nach seinem Ausscheiden zog sich Bieberstein auf seine Farm zurück. Er war Besitzer von 390 Acres mit einem Wert (1884) bis zu 4.000 US-$. Im Jahr 1878 war er Mitglied der „Grand Jury“ (Oberstes Gericht). Im Februar 1880 wurde er wie schon 1866 erneut zum Landvermesser (County Surveyor) seines Countys gewählt und hielt diesen Posten bis mindestens Oktober 1898, als er bereits 75 Jahre alt war. Als „Esqu. Brenham“ ist er als Mitglied der „Texas State Historical Association“ eingetragen, die am 13. Februar 1897 in der University of Texas in Austin gegründet wurde. Alle Mitglieder müssen sich um Texas verdient gemacht haben.
Bieberstein starb – genau wie sein gleichnamiger Vetter im Gillespie County – im hohen Alter von 83 Jahren am 18. März 1906 in Brenham (Todesanzeige) und wurde am 20. März auf dem Jaeger-Witte-Cemetery in Greenvine (Texas) in der Nähe von Burton im Washington County begraben.

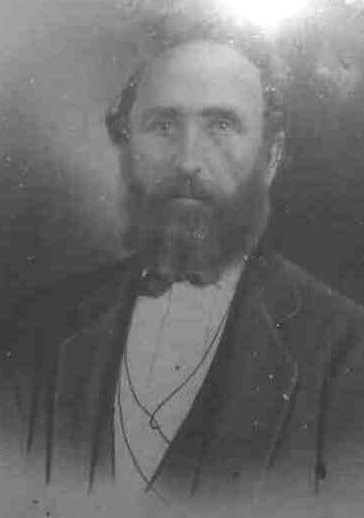
Hermann Rogalla von Bieberstein
Das Wappen der Familie Rogalla von Bieberstein
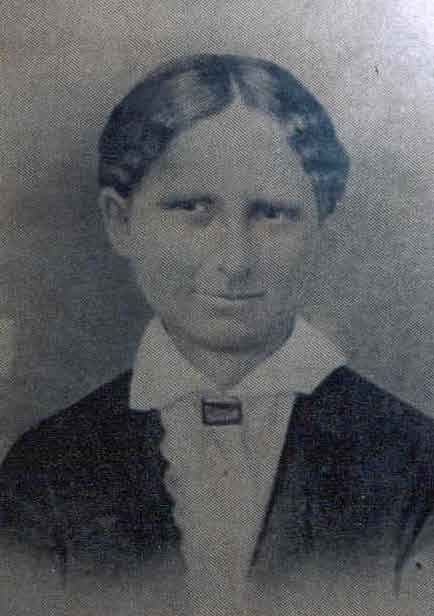
Adele Hagedorn
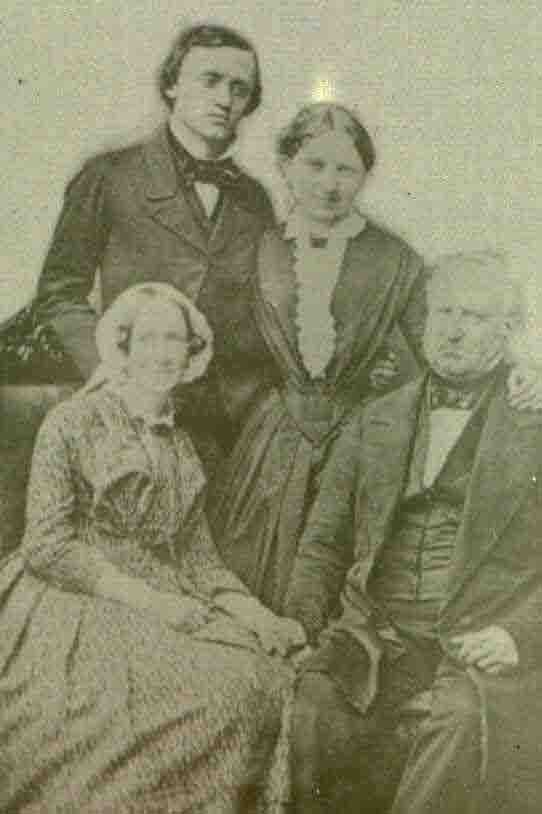
Adele Hagedorn um 1853 mit Eltern und Bruder